# کاسترییو د ریپیسوئرگا
کاسترییو د ریپیسوئرگا (به اسپانیایی: Castrillo de Riopisuerga) یک شهرستان در اسپانیا است.